# ペスコパガーノ
ペスコパガーノ（イタリア語: Pescopagano）は、イタリア共和国バジリカータ州ポテンツァ県にある、人口約1,900人の基礎自治体（コムーネ）。

## 地理

### 位置・広がり

#### 隣接コムーネ
隣接するコムーネは以下の通り。括弧内のAVはアヴェッリーノ県（カンパニア州）、SAはサレルノ県（カンパニア州）所属を示す。
- カイラーノ (AV)
- カリトリ (AV)
- カステルグランデ
- カステルヌオーヴォ・ディ・コンツァ (SA)
- コンツァ・デッラ・カンパーニア (AV)
- ラヴィアーノ (SA)
- ラポーネ
- サンタンドレーア・ディ・コンツァ (AV)
- サントメンナ (SA)